# Danny DeVito
Daniel Michael (Danny) DeVito (Neptune Township, New Jersey, 17 november 1944) is een Amerikaanse filmacteur, filmregisseur en producer, die doorbrak als kribbige en cynische baas van een taxibedrijf in de sitcom Taxi. Kenmerkend voor hem is zijn geringe lengte: 1,47 m.

## Biografie
DeVito's ouders waren van rooms-katholieke, Italiaans-Amerikaanse afkomst. Zijn highschool voltooide hij in Asbury Park, New Jersey.
Hij speelde een bijrol in onder meer de film One Flew Over the Cuckoo's Nest. In de Verenigde Staten werd DeVito beroemd door de rol van "Louie De Palma" in de populaire televisieserie van ABC en NBC, Taxi (1978–1983). In het buitenland is hij vooral bekend vanwege zijn vele films. Samen met Michael Douglas en Kathleen Turner speelde hij in de zeer succesvolle bioscoopfilm Romancing the Stone (1984) en het vervolg The Jewel of the Nile (1985). Voor zijn hoofdrol in de zeer humoristische zwarte komedie Ruthless People (1986), waarin hij naast Bette Midler speelde, werd hij genomineerd voor een Golden Globe. In 1987 regisseerde en speelde DeVito met Billy Crystal in Throw Momma from the Train, en twee jaar later opnieuw met Douglas en Turner in de zwarte komedie The War of the Roses. Hij maakte samen met Arnold Schwarzenegger een aantal komedies, waaronder Twins (1988) en Junior (1994). In 1992 speelde hij de schurk The Penguin in Batman Returns, Tim Burtons opvolger van de succesvolle film Batman (1989). DeVito sprak de stem in van Herb Powell, de halfbroer van Homer Simpson in twee afleveringen van The Simpsons.
Alhoewel over hem gesproken werd als een voorspelbare komedieacteur, speelde hij ook zeer gewaardeerde rollen in films als Hoffa (1992), die hij regisseerde en waar hij in meespeelde naast zijn oude vriend Jack Nicholson in de titelrol, in L.A. Confidential (1997) als een nieuwsgierige verslaggever, in The Big Kahuna (1999) als een bedreven zakenman en in Heist (2001), met daarin een van de beste sterfscènes aller tijden. In 1999 produceerde en speelde DeVito in Man On The Moon, een film over het merkwaardige leven van Andy Kaufman, zijn voormalige medespeler uit Taxi.
Naast acteur werd DeVito ook een belangrijke film- en televisieproducer. Met zijn productiemaatschappij Jersey Films produceerde hij vele films, waaronder Get Shorty (1995), Gattaca (1997), Erin Brockovich (2000) en Garden State (2004). Voor zijn televisiewerk kreeg hij in 2011 een ster op de beroemde Hollywood Walk of Fame.

### Privé
Danny DeVito is op 28 januari 1982 getrouwd met actrice Rhea Perlman, die hij ontmoette toen ze aan Hot Dogs for Gauguin meewerkten. Ze hebben drie kinderen, twee dochters en een zoon. Het stel is sinds maart 2017 uit elkaar, maar niet gescheiden.

## Televisie
- Starsky and Hutch - John DeAppoliso (Afl., The Collector, 1977)
- Police Woman - Napoleon (Afl., Death Game, 1977)
- The Associates - Alan Swathmore (Afl., The Out of Town Trip, 1980)
- Taxi - Louis De Palma (114 afl., 1978-1983)
- CBS Schoolbreak Special - Ackroyd (Afl., All the Kids Do It, 1984)
- Amazing Stories - Herbert (Afl., The Wedding Ring, 1986)
- The Simpsons - Herb Powell (Afl., Oh Brother, Where Art Thou?, 1991, stem|Brother Can You Spare Two Dimes?, 1992, stem)
- Pearl - Dean Martin (Afl., Dean Cuisine, 1997)
- Saturday Night Live - Presentator (9 afl., 1980, 1982, 1983, 1987, 1988, 1993, 1999)
- Biography - Verteller (Afl., Andy Kaufman, 2000)
- Ed - Dr. Jack Carmichael (Afl., Human Nature, 2002)
- Karen Sisco - Charlie Lucre (Afl., Dumb Bunnies, 2003|The One That Got Away, 2003, stem, niet op aftiteling)
- Friends - Roy, de stripper (Afl., The One Where the Stripper Cries, 2004)
- Father of the Pride - Emerson (Afl., And the Revolution Continues, 2004, stem)
- It's Always Sunny in Philadelphia - Frank Reynolds (84 afl., 2006-heden)

- Bibsys: 11051642
- Biblioteca Nacional de España: XX1269653
- Bibliothèque nationale de France: cb13956361n (data)
- Catàleg d'autoritats de noms i títols de Catalunya: 981058521935706706
- CiNii: DA13912466
- Gemeinsame Normdatei: 130040029
- International Standard Name Identifier: 0000 0001 2018 9304
- Library of Congress Control Number: n85376875
- MusicBrainz: 6c7e64f5-2b5b-4708-9c56-d0e03cda2579
- Nationale Bibliotheek van Tsjechië: xx0037979
- Nationale bibliotheek van Australië: 35717881
- Nationale Bibliotheek van Israël: 987007576096805171
- Nationale Bibliotheek van Polen: a0000001916964
- Nederlandse Thesaurus van Auteursnamen: 073354139
- Réseau des bibliothèques de Suisse occidentale: 02-A006010079
- Istituto Centrale per il Catalogo Unico: RAVV094467
- SNAC: w63f80dn
- Système universitaire de documentation: 059557400
- Trove: 1056118
- Virtual International Authority File: 117975102
- WorldCat: E39PBJhGTVrrhDjPqjmB8QHjYP